# Kanton Lauzerte
Der Kanton Lauzerte war bis 2015 ein französischer Wahlkreis im Arrondissement Castelsarrasin, im Département Tarn-et-Garonne und in der Region Midi-Pyrénées. Der Hauptort war Lauzerte. Vertreter im Generalrat des Departements war zuletzt von 2011 bis 2015 Pascal Aurientis (parteilos). 

## Gemeinden
Der Kanton bestand aus zehn Gemeinden:
| Gemeinde                | Einwohner Jahr | Fläche km² | Bevölkerungsdichte | Code INSEE | Postleitzahl |
| ----------------------- | -------------- | ---------- | ------------------ | ---------- | ------------ |
| Bouloc                  | 208 (2013)     | 14,81      | 14 Einw./km²       | 82021      | 82110        |
| Cazes-Mondenard         | 1.219 (2013)   | 58,23      | 21 Einw./km²       | 82042      | 82110        |
| Durfort-Lacapelette     | 851 (2013)     | 35,83      | 24 Einw./km²       | 82051      | 82390        |
| Lauzerte                | 1.479 (2013)   | 44,56      | 33 Einw./km²       | 82094      | 82110        |
| Montagudet              | 208 (2013)     | 12,18      | 17 Einw./km²       | 82116      | 82110        |
| Montbarla               | 155 (2013)     | 7,38       | 21 Einw./km²       | 82122      | 82110        |
| Saint-Amans-de-Pellagal | 214 (2013)     | 14,51      | 15 Einw./km²       | 82154      | 82110        |
| Sainte-Juliette         | 142 (2013)     | 7,3        | 19 Einw./km²       | 82164      | 82110        |
| Sauveterre              | 171 (2013)     | 17,4       | 10 Einw./km²       | 82177      | 82110        |
| Tréjouls                | 245 (2013)     | 13,86      | 18 Einw./km²       | 82183      | 82110        |